# Мисимияне
Мисимиане —  одно из древних абхазских племён, обитавших в горной полосе современной Абхазии и Карачаево-Черкесии Обращает на себя внимание, что византийский историк VI века Агафий Миринейский в своём труде «О царствовании Юстиниана» недвусмысленно разделяет мисимиян и их соседей апсилийцев, но мисимиане так и остались частью апсильского племенного союза.
Известно восстание мисимиян в 555—556 годах против византийцев, когда они вступили в союз с персами. Их крепость Тцахар, описанная Агафием, располагалась на горе Пскал у входа в Кодорское ущелье, и была взята штурмом ромеями, предварительно вырезавшими жителей располагавшегося у подножия горы мирного села.